# Regne de Waterford
El regne de Waterford va ser un petit però poderós enclavament nòrdic-gaèlic que apareix a la crònica del segle xii Cogad Gáedel re Gallaib (guerra dels irlandesos contra els estrangers) i d'altres escrits contemporanis com els Annals dels quatre mestres, Annals d'Inisfallen i Annals de Tigernach. Ivar de Waterford (mort el 1000), és la figura principal dels governants de Waterford a començaments del segle xi.
Els vikings van crear el longphort de Waterford el 853, es van establir i van fundar una ciutat el 914. El primer cabdill que registren les cròniques contemporànies va ser Ottir Iarla, un Jarl molt proper al poderós Ragnall ua Ímair. Els reis vikings del segle xi, descendents d'Ivar de Waterford, van ser aliats i vassalls de la dinastia O'Brien, amb els qui concertaven matrimonis i fins i tot a la dècada de 1070 Diarmait, fill de Toirrdelbach Ua Briain, va exercir govern directament sobre el territori.
Poul Holm argumenta que el regne de Dublín, Waterford i  Limerick, es poden classificar com ciutat estat com defineix Mogens Herman Hansen i el Copenhagen Polis Centre.

## Governants del regne de Waterford
1. Ottir Iarla (914-917)
2. Ragnall ua Ímair (917-920/1)
3. Gofraid ua Ímair (921-926)
4. Olaf Guthfrithsson (926-941)
5. ??? (941-969)
6. Ivar de Waterford (969-1000), probablement net de Ragnall
7. Ragnall mac Ímair (1000-1018),[3][4] Fill d'Ivar
8. Sihtric mac Ímair (1018-1022),[5] Fill d'Ivar, germà de Ragnall mac Ímair
9. Ragnall mac Ragnaill (1022-1035),[6][7] Fill de Ragnall mac Ímair
10. Cuionmhai Ua Rabann (1035-1037)[8]
11. Wadter (?-?)
12. Ragnall (?-1170)
13. O’Faoláin (?-1170)

El destí dels escandinaus de Waterford és incert des de la invasió dels normands; després de l'ocupació de la seva ciutat, existeixen registres que parlen de la dispersió i assentaments en territoris adjacents. També és incert el temps que la dinastia nòrdica Uí Ímair es va mantenir al poder.